# إيمي باورز
إيمي باورز (بالإنجليزية: Amy Powers)‏ هي كاتبة أغاني وشاعرة أمريكية، ولدت في 1961.

## وصلات خارجية
- إيمي باورز على موقع IMDb (الإنجليزية)
- إيمي باورز على موقع ميوزك برينز (الإنجليزية)
- إيمي باورز على موقع قاعدة بيانات برودواي على الإنترنت (الإنجليزية)
- إيمي باورز على موقع ديسكوغز (الإنجليزية)